# Pechs-de-l’Espérance
Pechs-de-l’Espérance ist eine französische Gemeinde mit 784 Einwohnern (Stand 1. Januar 2022) im Département Dordogne in der Region Nouvelle-Aquitaine. Die Gemeinde gehört zum Arrondissement Sarlat-la-Canéda und zum Kanton Terrasson-Lavilledieu.
Sie entstand mit Wirkung vom 1. Januar 2022 als Commune nouvelle durch Zusammenlegung der bis dahin selbstständigen Gemeinden Peyrillac-et-Millac, Cazoulès und Orliaguet, die fortan den Status von Communes déléguées besitzen. Der Verwaltungssitz befindet sich in Peyrillac-et-Millac.

## Gemeindegliederung
| Commune déléguée                      | Ehemaliger INSEE-Code | PLZ   | Fläche (km²) | Einwohnerzahl (2022) |
| ------------------------------------- | --------------------- | ----- | ------------ | -------------------- |
| Peyrillac-et-Millac (Verwaltungssitz) | 24325                 | 24370 | 6,94         | 200                  |
| Cazoulès                              | 24089                 | 24370 | 3,52         | 453                  |
| Orliaguet                             | 24314                 | 24370 | 9,23         | 131                  |

## Geographie
Pechs-de-l’Espérance liegt an der östlichen Grenze des Départements zum benachbarten Département Lot ca. 15 Kilometer östlich von Sarlat-la-Canéda in der Landschaft Périgord noir.
Umgeben wird die Gemeinde von den sieben Nachbargemeinden:
| Simeyrols | Salignac-Eyvigues                           |                             |
| Carlux    | Kompassrose, die auf Nachbargemeinden zeigt | Souillac (Lot) Lanzac (Lot) |
|           | Saint-Julien-de-Lampon                      | Le Roc (Lot)                |

Pechs-de-l’Espérance befindet sich auf dem rechten Ufer des Flusses Dordogne, einem Zufluss der Garonne.

## Sehenswürdigkeiten
| Name                                     | Ort                 | Bemerkungen                                                                             | Bild |
| ---------------------------------------- | ------------------- | --------------------------------------------------------------------------------------- | ---- |
| Kirche Sainte-Anne                       | Peyrillac-et-Millac |                                                                                         |      |
| Kirche Saint-Barthélemy im Weiler Millac | Peyrillac-et-Millac |                                                                                         |      |
| Manoir de la Fond Haute                  | Cazoulès            | 16. und 19. Jahrhundert, Fassade und Dächer sind als Monument historique eingeschrieben |      |
| Château du Saulou                        | Cazoulès            | Erbaut im 16., 17. und 18. Jahrhundert, als Monument historique eingeschrieben          |      |
| Château Raysse                           | Cazoulès            | Ausgehendes 17. Jahrhundert                                                             |      |
| Kirche Saint-Laurent                     | Cazoulès            | 16. Jahrhundert                                                                         |      |
| Pfarrkirche St-Étienne                   | Orliaguet           | Grundsteinlegung im 12. Jahrhundert                                                     |      |

## Wirtschaft

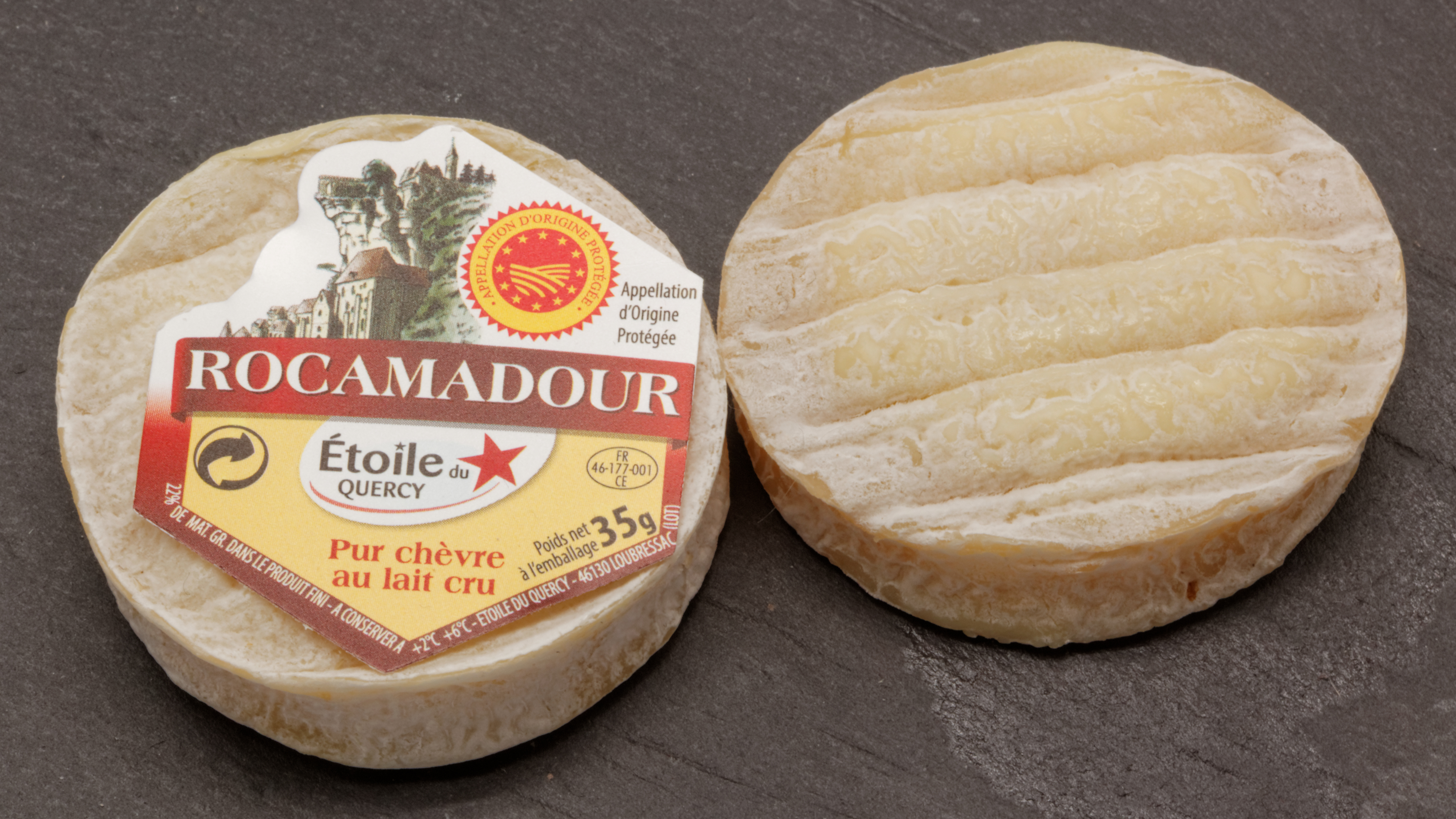
Rocamadour

Pechs-de-l’Espérance liegt in den Zonen AOC der Walnüsse des Périgord, des Nussöls des Périgord und der Käsesorte Rocamadour.

### Bildung
Die Gemeinde verfügt über eine öffentliche Grundschule in Cazoulès mit 22 Schülerinnen und Schülern im Schuljahr 2021/2022.

### Sport und Freizeit
- Der Fernwanderweg GR 6 von Arcachon (Département Gironde) nach Fouillouse (Département Hautes-Alpes) durchquert die Gemeinde von West nach Ost.[4]

### Verkehr

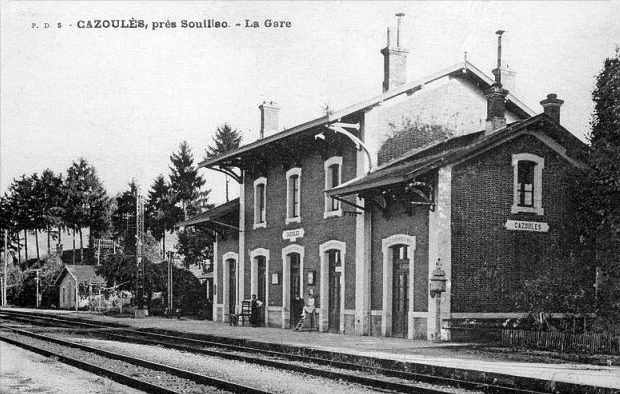
Bahnhof von Cazoulès um 1900

Die Route départementale 703 und ehemalige Route nationale 703 durchquert die Gemeinde im südlichen Gemeindegebiet parallel zur Dordogne von Ost nach West.
Die Bahnstrecke Les Aubrais-Orléans–Montauban-Ville-Bourbon durchquert die Commune déléguée Cazoulès. Eine Linie des TER Occitanie, einer Regionalbahn der staatlichen SNCF, bedient die Strecke von Brive-la-Gaillarde nach Toulouse. Die Bahnstrecke von Cazoulès nach Siorac-en-Périgord, die hier abzweigte, wurde Ende der 1980er Jahre aufgegeben. Der Bahnhof in Cazoulès wird seitdem nicht mehr bedient. Der nächste aktuelle Bahnhof befindet sich nunmehr in Souillac. Die Trasse wurde in eine Grüne Route umgewandelt.

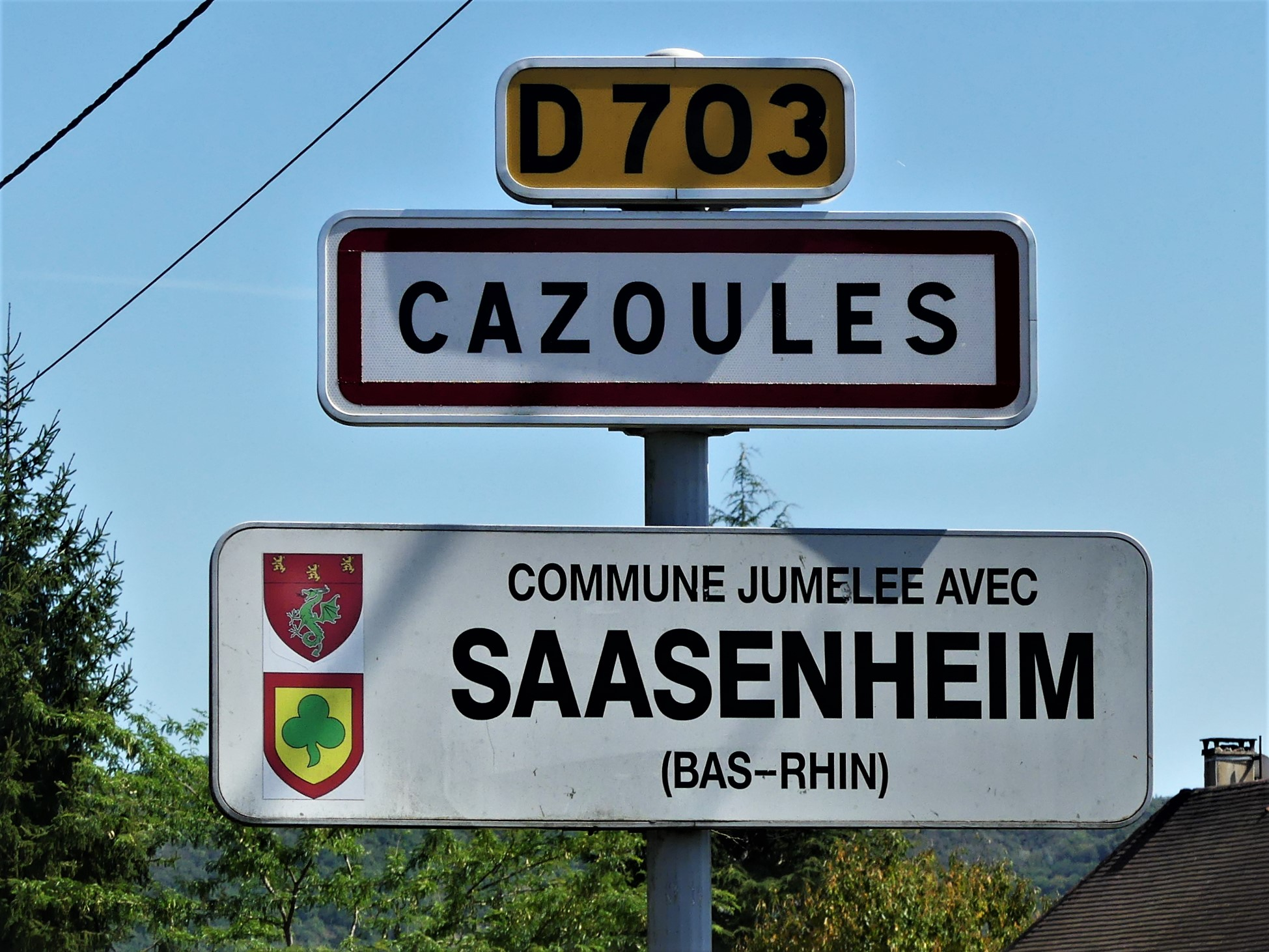
Straßenschild

## Partnergemeinde
- Saasenheim im Département Bas-Rhin ist über Cazoulès Partnergemeinde seit 1998